# Carlos Teo Cruz
Carlos Teo Cruz (* 4. November 1937 in Santiago de los Caballeros, Dominikanische Republik als Carlos Teofilo Rosario Cruz; † 2. Februar 1970) war ein dominikanischer Boxer im Leichtgewicht.

## Amateur
Als Amateur war er in den Jahren 1957 bis 1959 aktiv. Seine Bilanz war 14-3.

## Profi
Sein Profidebüt verlor er am 23. Oktober 1959 gegen seinen Landsmann Juan Jimenez über acht Runden.
Im Juni 1968 nahm er Carlos Ortiz durch eine geteilte Punktrichterentscheidung über 15 Runden die Weltmeistertitel der Verbände WBC und WBA ab. Er verteidigte die Gürtel im September desselben Jahres gegen Mando Ramos. Den Rückkampf gegen Ramos, der am 18. Februar des darauffolgenden Jahres stattfand, verlor Teo Cruz und hatte damit beide Titel los.